# Église Saint-Roch de Nice
L’église Saint-Roch est une église catholique située à Nice, en France.

## Localisation
L'église est située dans le département français des Alpes-Maritimes, sur la commune de Nice.

## Historique
C'est après l'épidémie de peste de 1631 que les habitants du quartier souhaitent construire une chapelle que soit consacrée à saint Roch. Une première chapelle est achevée en 1661 par le maître maçon Joseph Pisano. Sa construction a été financée par tous les habitants et les propriétaires du quartier, notamment Joseph-Constant Acchiardi, lieutenant général d'artillerie.
Le XVIIIe siècle voit la construction d'églises rurales. En 1772, le chanoine-curé Jean Garnier a fondé deux canonicats et cinq chapellenies, dont celle de Saint-Roch. L'église a été construite en utilisant les matériaux provenant de la démolition de la forge de Lympia, en 1788.
L'église est remaniée au XIXe siècle.
L'édifice est classé au titre des monuments historiques en 1984.

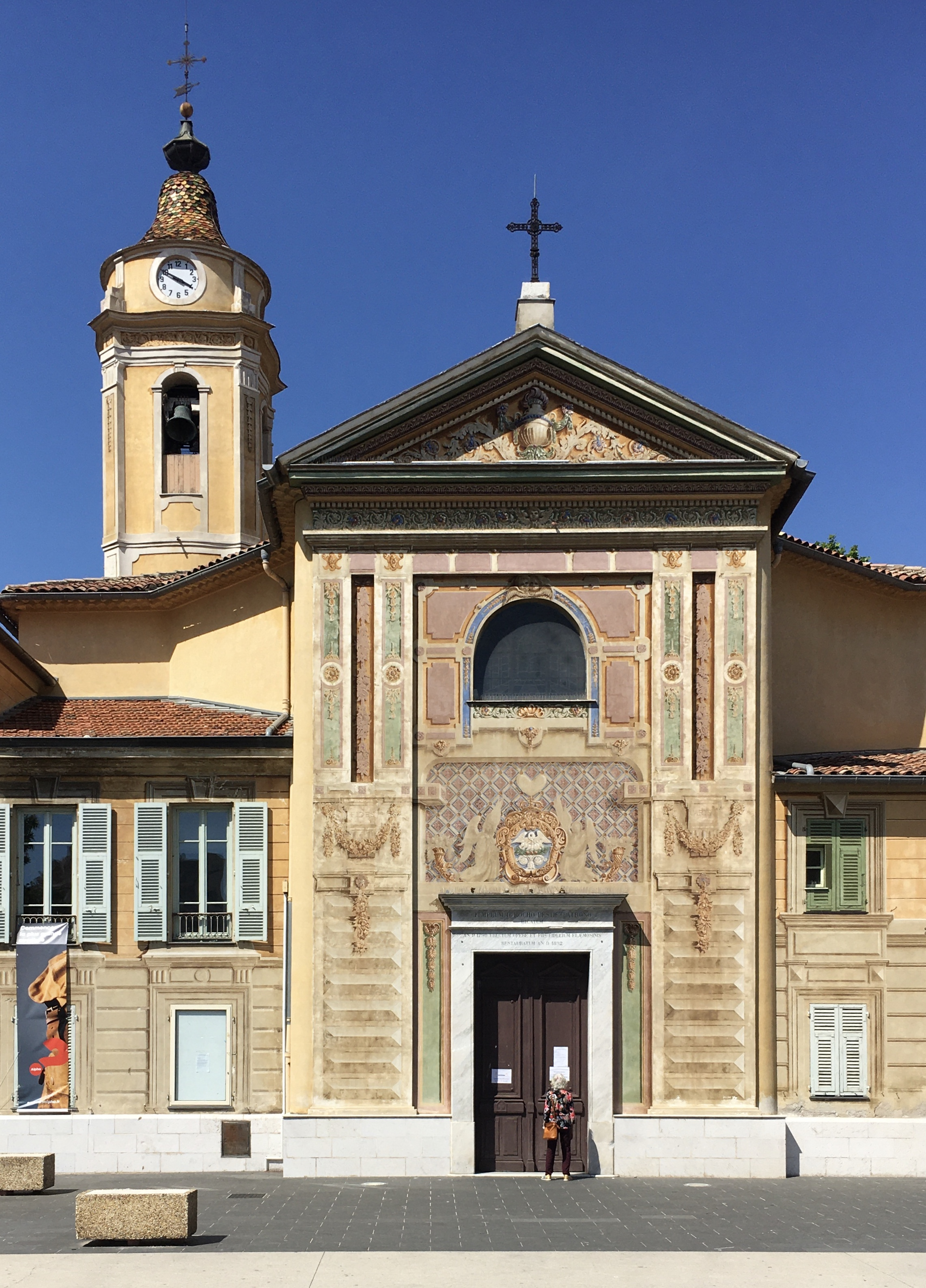
Façade de l'église Saint-Roch à Nice, mai 2020.